# Дембровски, Эмерик
Эмерик Дембровски (рум. Emeric Dembroschi; род. 6 октября 1945, Кымпулунг-ла-Тиса, Марамуреш, Румыния) — румынский футболист, выступавший на позиции форварда в клубах «Динамо» (Бакэу) и «Политехника (Тимишоара)», а также в национальной команде Румынии. В 80-х и 90-х годах — тренер румынских «Политехники Тимишоары» и «УТА Арада».

## Имя футболиста
Во многих средствах массовой информации встречаются варианты написания имени футболиста: Emmerich Dembrovschi, Emerich Dembrovschi и прочие. В биографичной книге «Emeric Dembroschi — eroul de la Guadalajara» (в переводе с рум. — «Эмерик Дембровски — герой Гвадалахары»), вышедшей в 2004 году, спортсмен подтвердил, что в соответствии с документами верным является написание Emeric Dembroschi.

## Биография
Эмерик Дембровски родился в венгероязычном селе Кымпулунг-ла-Тиса на севере Румынии и, по его утверждению, до переезда в возрасте 16 лет в Сигет не владел румынским. Он был одним из семи детей в семье; мать была домохозяйкой, а отец владел небольшим магазинчиком перед домом. В детстве Эмерик занимался многими видами спорта: футболом, гандболом, волейболом, настольным теннисом и т. д..
В 1967 году состоялся дебют игрока в профессиональном футболе: 20 августа в матче чемпионата Румынии за «Динамо» из Бакэу обыграло бухарестский «Стяуа» со счётом 2:1, в том числе благодаря голу Дембровски. В следующем сезоне «Динамо» завоевало путёвку на Кубок ярмарок 1969/1970, где стало первой румынской командой, дошедшей до четвертьфинала еврокубка, а Эмерик Дембровски отличился по ходу турнира 5 раз.